# Ludovico Bidoglio
Ludovico Bidoglio   (Buenos Aires, 5 de febrer de 1900 - Buenos Aires, 25 de desembre de 1970) fou un futbolista argentí, que jugava de defensa, que va competir entre 1916 i 1931.
A nivell de clubs va ser jugador del Club Sportivo Palermo (1916-1917 i 1920-1921), Asociación Atlética Eureka (1918-1919) i Boca Juniors (1922-1931). Amb aquest darrer club guanyà, entre d'altres títols, cinc lligues argentines de futbol, el 1923, 1924, 1926, 1930 i 1931.
Amb la selecció nacional jugà 34 partits entre 1921 i 1928. El 1928 va prendre part en els Jocs Olímpics d'Amsterdam, on guanyà la medalla de plata en la competició de futbol. En el seu palmarès també destaquen dues edicions del Campionat Sud-americà de futbol, el 1925 i 1927.